# Титаренко, Лариса Григорьевна
Лари́са Григо́рьевна Титаре́нко (бел. Цітарэ́нка Лары́са Рыго́раўна, род. 11 марта 1953, Минск, Белорусская ССР) — белорусский социолог и философ. Кандидат философских наук (1978), доктор социологических наук (1993), профессор (1995). Специалист в области истории социологии, теории и методологии социологических исследований, а также социологии молодежи и общественного мнения. Автор первого в Беларуси учебного пособия по гендерной социологии. Профессор кафедры социологии Белорусского государственного университета (БГУ).

## Биография
В 1975 году окончила отделение философии Белорусского государственного университета. В 1978 году окончила аспирантуру и с этого времени работает в БГУ на постоянной основе. Под её научным руководством подготовлено 15 кандидатов наук. Занимается активной научно-педагогической деятельностью. Неоднократно приглашалась для преподавания социологии в различные вузы США. Стажировалась в Нидерландах и США. Автор работ по социологии молодёжи, культуры, общественного мнения, города, религии. Имеет один из самых высоких рейтингов цитирования среди белорусских обществоведов.

## Научная деятельность
Принимает активное участие в научно-исследовательских проектах в Белоруссии и за её пределами по различным проблемам постсоветского развития, политической культуры, молодежи, женщин и др. Сокоординатор европейского проекта по изучению ценностей с 1999. Член редакционной коллегии журнала «Социология», член Международной социологической ассоциации (с 1982 года), Международного института социологии (с 1996), активный участник многих социологических конгрессов.
Титаренко. Л. Г. — автор более 150 научных работ на русском, белорусском, украинском, немецком, английском языках, в том числе 8 монографий, 4 учебных пособий и 2 словарей, изданных в России и Беларуси: «Прикладная социология. Словарь» (1991); «Социология молодежи» (1995 и 1996); «История социологии» (1997); «Оперативное социологическое исследование» (1997); «Социология» (1998, 2000, 2002); «Экономико-социологический словарь» (2002).
Стажировалась за границей: фулбрайтовский стипендиат (1996, 2016), исследователь в Нидерландском институте по социальным и гуманитарным наукам (1996), Международном центре Вудро Вильсона (1998—1999), Коллегиуме по продвинутым социальным исследованиям (Уппсала, 2006, Хельсинки, 2013), Коллегиуме Макса Вебера (2011). Преподавала социологию в США (1999—2000), Польше (2003), Финляндии (2012). Участник международных исследовательских проектов по европейским ценностям, социализации молодёжи, социологии города, качеству жизни, экологии, постсоветской трансформации, взаимосвязи бизнеса и городской власти.
Национальный координатор по связям белорусских ученых в области социальных и гуманитарных наук с западными учеными в рамках Седьмой рамочной программы «Горизонт 2020».
Член редколлегий многих научных белорусских и зарубежных журналов.

### Основные труды
- Технологический детерминизм: теории, идеологические функции". Мн., 1981.
- Знание. Компьютер. Общество". Мн., 1992. (соавт. В. Героименко и А.A. Лазаревич).
- Технократические концепции в западной социологии". Мн., 1993.
- Values and Post-Soviet Youth. Problem of Transition. Milan, 1995 (в соавт.).
- Public Opinion in Belarus. Wash., DC, 1999.
- Global Trends in Women’s access and Leadership. Wash., DC, 2000.
- Democratic Citizenship in Comparative Perspective. San Diego, 2003. (в соавт.).
- «Гендерная социология.: Учебно-методический комплекс». Мн.: БГУ, 2002. — 150 с.[6]
- «Ценностный мир современного белорусского общества: гендерный аспект». Мн.: БГУ, 2004. — 205 с.[7]
- "Национальная идентичность и социокультурные ценности населения в современном белорусском обществе. Мн., 2006.
- Demokratická kultura v České republice: Občanská kultura, éthos a vlastenectví ze srovnáacího pohledu Praha: Academia: 2007 (в соавт.).
- «Современная западная социология: хрестоматия» (соавт. — сост. Г. Н. Соколова). Мн., 2008.
- «Постсоветские столицы (науч.ред.) Минск. Вильнюс. Баку». Минск, 2009
- «Социология общественного мнения». Минск, 2011.
- «Социология общественного мнения: курс лекций». 2-е изд., дополн. Минск: Асар, 2013.
- «Социология: учебное пособие». Мн.: БГУ, 2013 (соавт.)
- «Динамика ценностно-нормативной системы и жизненные шансы: опыт постсоветской трансформации в Пограничье». Вильнюс: ЕГУ, 2014. — 366с (соавт.)
- «Зарубежная социология образования». Колл. моногр. /ред. А. М. Осипов. Великий Новгород: Минобра и науки РФ, Новгородский ГУ, 2014. — 352 с. (соавт.)
- «Социология. Учебное пособие». 2-е изд. Минск, Вышейшая школа, 2014—319 с. (соавт)
- «Западная социология. Современные парадигмы. Антология». Минск: Бел.навука, 2015. 580 с. (соавт. и сост.)
- After the Soviet Empire. Legacies and Pathways. Leiden: Brill, 2015—425 p. (со-ред. и соавт.)
- «Глобальная социология образования: Зарубежный опыт решения социальных проблем в сфере образования» / под ред. А. М. Осипова. Колл. моногр. Вел. Новгород: НовГУ, 2015. — 346c (соавт.).
- «Технологии и модели GR в Беларуси и России: сравнительный анализ». Мн.: БГУ, 2015. — 138 с. (со-ред. и соавт.).
- «Знать, чтобы предвидеть. Социологические этюды» / под общ. ред. А. Н. Данилова. Коллективная монография. Мн.: БГУ, 2015. — 359с (соавт.).
- «Современная западная социология: реконструкция парадигм (пособие для студентов, обучающихся по специальности 1-23 01 05 „Социология“)». Минск: БГУ, 2015 215 с.
- The EU’s Eastern Neighborhood. Migration, Borders, and Regional Stability. Ed. By I.Liikanen, J.Scott, T.Sotkasiira. London — NY: Routledge, 2016-310pp. (соавтор.).
- «Современная социология образования: учебное пособие. НовГУ имени Ярослава Мудрого. — Великий Новгород, 2016. — соавтор
- Globalny i lokalny wymiar religii. Polska w kontekście europejskim, pod red. Ireny Borowik, Andrzeja Górnego i Wojciecha Świątkiewicza, Krakow, 2016. (соавтор.).
- Sociology in Russia: A Brief History, London — New York, 2017. (в соавторстве с Е. А. Здравомысловой).

### Статьи
С полным списком статей можно ознакомиться на сайте факультета философии и социальных наук.
1. „Методические аспекты совершенствования преподавания социологии с учётом зарубежного опыта“ // „Социологические исследования“. 2000. № 8. С. 132—137.
2. „Постсоветская трансформация демократии: западные и отечественные интерпретации“. // „Философия и социальные науки: научный журнал“. — 2008. — № 1. — С. 21-27.
3. „Глобальные факторы риска и их влияние на динамику экологических ценностей населения Беларуси“. // „Социология“. — 2011 — № 2. — С. 85-91.
4. Post-soviet Belarus: the transformation of national identity International Studies, 2011, Vol. 13, No. 1, 11-21, DOI: 10.2478/v10223-011-0002-4.
5. „Интервью с профессором Питером Хедстромом“ // „Журнал социологии и социальной антропологии“. 2014. № 1. С.5-13[9]
6. в Белорусском государственном университете: этапы становления и развития». / Елсуков А. Н., Гуцаленко Л. А., Титаренко Л. Г., Украинец П. П. // Веснік Беларускага дзяржаўнага універсітэта. Сер. 3, Гісторыя. Філасофія. Псіхалогія. Паліталогія. Сацыялогія. Эканоміка. Права. — 2010. — N 1. — С. 3-6.
7. концепции и подходы в немецкой социологии" // «Социология». 2011. № 4. С.39-49.
8. «Модели постсоветской интеграции: Беларусь и Украина» // «Социологический альманах». Вып. 5. — Мн: Беларуская навука, 2014 — с. 52-62
9. «Роль политических ценностей в процессе модернизации: опыт России, Беларуси и Польши» (в соавт.) // «Мир и политика». М. 2013. № 1. С. 51-60
10. экологических ценностей населения Республики Беларусь // «Социология», 2012, № 3 — с. 111—122.
11. Phenomenon of Minsk: The City Space and The Cultural Narrative (недоступная ссылка), LIMES: Cultural Regionalistics, 2011, Vol. 4, No. 1, p. 21-35. ISSN 20290209.
12. власти, бизнеса и общества: субъекты и посредники" // «Философия и социальные науки». 2015. № 2. C.52-57.
13. труда молодёжи в белорусском обществе: потенциал инновационности и традиционности" // «Социологический альманах» № 7 2016.C.134-145
14. «НТР и технократизм как проблемы научного исследования» // «Современный социум в мире глобальных перемен: к 85-летию академика Е. М. Бабосова». Мн.: Бел.навука, 2016. — 509 с. (с. 134—142)
15. «Репрезентации западных парадигм в современной российской социологии» // «Российское социологическое сообщество: история, современность, место в мировой науке (К 100-летию Русского социологического общества имени М. М. Ковалевского)». Матер. Межд. науч. конф. Отв. редактор: Ю. В. Асочаков. СПб.: «Скифия-принт», 2016. С 206—208.

### Рецензии
1. Социология инноваций". // «Социология». — 2009. — N 4. — С. 120—123. (Рец. на кн.: Кучко Е. Е. «Социология инноваций». Мн.: «Право и экономика», 2009. 340 с.)
2. «Кентавризм-специфическая особенность современности? (рецензия на кн. Тощенко Ж. Т. „Кентавр-проблема“)» // «Социологический журнал». М. 2013. № 2 с.47-53
3. «Книжное обозрение. Тощенко (отв.ред.) Новые идеи в социологии». М.: «Юнити-Дана» 2013 // «Социс». 2015. № 8. С.162-166
4. «Рецензия на кн. Ж. Т. Тощенко „Фантомы российского общества“» (М-2015) // «Журнал социологии и социальной антропологии». 2015. № 1. С.209-215.

## Награды и премии
- Почетная грамота Министерства образования Республики Беларусь (2005 и 2008 годы)
- Лауреат премии в области социальных и гуманитарных наук им. В. И. Пичеты БГУ (2009);
- Почетная грамота ВАК Республики Беларусь (2010)
- Заслуженный работник БГУ (2013).